# Ким Кён Иль
Ким Кён Иль (кор. 김경일?, 金京一?; 11 декабря 1988, Пхеньян, КНДР) — северокорейский футболист, полузащитник клуба «Лимёнсу» и сборной КНДР.

## Карьера

### Клубная
С 2005 года выступает в Северокорейской лиге за клуб «Лимёнсу».

### В сборной
Выступал за юношескую (до 17 лет), молодёжную (до 20 лет) и сборную КНДР до 23 лет. В составе юношеской сборной участвовал в проходившем в Перу финальном турнире чемпионата мира (до 17 лет) 2005 года, где провёл 4 матча и забил 2 гола: в ворота сверстников из Кот-д’Ивуара и Бразилии. В составе молодёжной сборной участвовал в проходившем в Канаде финальном турнире чемпионата мира (до 20 лет) 2007 года, сыграл в 3 встречах команды. В составе сборной до 23 лет участвовал в отборочном турнире к Олимпийским играм 2008 года.
В составе главной национальной сборной КНДР дебютировал 21 октября 2007 года в проходившем в Улан-Баторе матче отборочного турнира к чемпионату мира 2010 года против сборной Монголии.
В 2010 году Ким был включён в заявку команды на финальный турнир чемпионата мира в ЮАР, где, однако, не сыграл ни разу.

## Личная жизнь
Брат Кима играет за сборную КНДР по хоккею.